# Paul Eugène Bontoux
Paul Eugène Bontoux (Embrun, 9 dicembre 1820 – Cannes, 16 maggio 1904) è stato un banchiere francese, fondatore dell'Union Générale, una banca di ispirazione cattolica che fallì nel 1882.

## Biografia
Laureato in ingegneria civile all'École polytechnique, a partire dal 1860 diresse dapprima piccole compagnie ferroviarie nell'Impero austro-ungarico; entrò successivamente nelle Ferrovie dello stato austro-ungarico, dove fece esperienza anche di finanziamenti alle grandi imprese industriali, e infine nella direzione della Ferrovia Trieste-Vienna, di proprietà dei Rothschild. Fu licenziato da James Rothschild a causa di alcuni progetti finanziari ritenuti spericolati dalla proprietà. Tornato in Francia, creò società finanziarie per investimenti nei settori minerari e ferroviari nell'Impero austro-ungarico che ebbero successo. Nel 1877 fu eletto al parlamento francese per il collegio di Gap, ma l'elezione venne invalidata per brogli.
Nel 1878 Bontoux fondò l'Union Générale, una banca d'affari che in breve tempo divenne molto popolare negli ambienti cattolici e legittimisti.  Bontoux presentava apertamente l'Union Générale come una banca d'affari avversa al capitalismo "alla Rothschild" e avente come obiettivi immediati soprattutto il finanziamento di nuove linee ferroviarie nei Balcani. Appoggiato dal cardinal Jacobini, segretario di stato di papa Leone XIII, Bontoux tentò anche di controllare la stampa in Italia. Il capitale dell'Union Générale salì dai 25 milioni di Franchi Francesi (FF) del 1879 a 200 milioni di FF del dicembre 1881, e ciascuna azione passò da 500 FF del 1879 a 3000 FF il 18 dicembre 1881. Lo scoppio della bolla speculativa iniziò quando il governo austro-ungarico rifiutò il permesso per la creazione della Banca Marittima di Trieste (4 gennaio 1882): le azioni dell'Union Générale crollarono dapprima a 1400 FF per giungere il 13 gennaio 1882, nonostante l'acquisto massivo da parte della stessa Union Générale, a 540 FF. Si scoprì che l'Union Générale nel settembre 1891 aveva falsificato i bilanci per mostrare un attivo fittizio di 35 milioni di FF. Bontoux fu arrestato, trascorse alcuni mesi in prigione in attesa di processo; condannato a 5 anni di carcere, scappò in Spagna. Più tardi scrisse un memoriale nel quale diede la colpa del fallimento alla guerra mossagli da finanzieri israeliti.
Il fallimento dell'Union Générale innescò un crack della borsa francese nel corso del 1882. Subì pesanti perdite anche la finanza vaticana: il card. Jacobini, che aveva affidato a Bontoux i capitali della Santa Sede, fu di fatto esautorato e sostituito con mons. Galimberti. La vicenda di Bontoux fu narrata da Émile Zola nell'Argent il cui protagonista Aristide Saccard è ispirato a Eugène Bontoux.